# Воротнюк Ігор Борисович
І́гор Бори́сович Воротню́к (нар. 1 січня 1962, село Помічна, Новоукраїнський район, Кіровоградська область) — український політик. Колишній народний депутат України.

## Освіта
З 1984 до 1989 року навчався у Київському технологічному інституті легкої промисловості за фахом інженер-технолог швейних виробів.

## Кар'єра
- Вересень 1977 — липень 1980 — учень Припятського міського ПТУ (електромонтажник).
- Липень 1980 — листопад 1981 — електромонтажник по вторинним ланцюгам Чорнобильської монтажної дільниці.
- Листопад 1981 — листопад 1983 — служба в армії.
- Грудень 1983 — серпень 1984 — слухач підготовчого відділення КТІЛП.
- Січень 1995 — листопад 1999 — генеральний директор, січень 1999 — січень 2004 — президент, січень 2004 — листопад 2005 — почесний президент ТОВ «Автохаус Київ, ГмбХ».

Колишній голова Київської обласної організації Української соціал-демократичної партії (з вересня 2003), Київської міської організації (2006–2010).

## Сім'я
Українець. Одружений, має двох дочок.

## Парламентська діяльність
Народний депутат України 5-го скликання з 25 травня 2006 до 12 червня 2007 від «Блоку Юлії Тимошенко», № 33 в списку. На час виборів: голова Київської обласної організації Української соціал-демократичної партії. Член фракції «Блок Юлії Тимошенко» (з травня 2006). Член Комітету з питань промислової і регуляторної політики та підприємництва (з липня 2006). 12 червня 2007 достроково припинив свої повноваження під час масового складення мандатів депутатами-опозиціонерами з метою проведення позачергових виборів до Верховної Ради.
Народний депутат України 6-го скликання з 23 листопада 2007 до 12 грудня 2012 від «Блоку Юлії Тимошенко», № 33 в списку. На час виборів: тимчасово не працював, член Української соціал-демократичної партії. Член фракції «Блок Юлії Тимошенко» (листопад 2007 — вересень 2010). Виключений з фракції «за співпрацю із більшістю». Член Комітету з питань транспорту і зв'язку (з грудня 2007).
10 серпня 2012 року у другому читанні проголосував за Закон України «Про засади державної мовної політики», який суперечить Конституції України, не має фінансово-економічного обґрунтування і спрямований на знищення української мови. Закон було прийнято із порушеннями регламенту.